# Vile u Napulju
U talijanskom gradu Napulju postoji mnogo stotina vila. Krajolici Napuljskog zaljeva uvijek su poticali ovu vrstu strukture. Među njima su Villa Donn'Anna, izgrađena početkom 15. stoljeća i obnovljena 1640-ih, te Villa Rosebery, koja je jedna od službenih rezidencija predsjednika Italije i nazvana je po 5. grofu od Roseberyja, bivšem Britanski premijer koji ga je kupio 1897.

## Rimsko podrijetlo
Napuljski zaljev bio je posebno mjesto razvoja rimskih vila od otprilike 50. godine prije nove ere do 200. godine nove ere, gdje su ih kao utočišta i statusne simbole gradili senatori i slični. Od mnogih vila iz ovog doba otkrivenih u Boscorealeu u Napulju, zatrpanih erupcijom Vezuva koja je zatrpala i Pompeje, jedna sada vidljiva je Villa Regina. To je bila villa rustica – vila rustikalna, za razliku od vile urbane, koja bi bila velebnija. Rad Johna D'Armsa, a posebno njegova knjiga Rimljani u Napuljskom zaljevu bili su važni za razumijevanje povijesti i prirode rimske vile.  U Napuljskom zaljevu, dobro očuvani primjeri uključuju Vila papirusa, Villa Poppaea, i, u Stabiae, Villa Arianna A i B i Villa San Marco.

## Primjeri
- Villa Carafa di Belvedere
- Villa Castagneto-Caracciolo
- Villa Craven (Villa Rae)
- Villa Donn'Anna (izvorno La Villa Sirena)
- Villa Doria d'Angri
- Villa Ebe
- Villa Floridiana
- Villa Giulia
- Villa La Duchesca
- Villa Lucia
- Villa Majo
- Villa Mazziotti
- Villa Patrizi
- Villa Pignatelli
- Poggio Reale
- Villa Regina, Boscoreale
- Villa Ricciardi
- Villa Rocca Matilde
- Villa Roccaromana
- Villa Rosebery
- Villa Volpicelli

## Galerija
- Villa Rocca Matilde
- Villa Elisa, Posillipo 45
- Villa Cellammare
- Villa Rosebery
- Villa, ulica Virgilio 14
- Villa Lucia
- Vrtovi vile Vannucchi
- Villa Spera
- Villa Donn'Anna
- Villa Campolieto
- Villa Carafa di Belvedere
- Pogled iz Vile Carafa

## Daljnje čitanje
- D'Arms, John H. 1970. Romans on the Bay of Naples: a social and cultural study of the villas and their owners from 150 B.C. to A.D. 400. Harvard University Press. ISBN 978-0674779259
- Matthews, Jeff. Svibanj 2009. Stalking the Lost Villas of Naples. Naples: Life, Death and Miracles